# Pacifastacus connectens
Pacifastacus connectens är en kräftdjursart som först beskrevs av Faxon 1914.  Pacifastacus connectens ingår i släktet Pacifastacus och familjen kräftor. IUCN kategoriserar arten globalt som otillräckligt studerad. Inga underarter finns listade i Catalogue of Life.